# Rhacophorus reinwardtii
Espèce
Synonymes
- Rhacophorus moschatus Kuhl & Van Hasselt, 1822
- Hyla reinwardtii Schlegel, 1840
- Rhacophorus reinwardti var. lateralis Werner, 1900

Statut de conservation UICN

 NT  : Quasi menacé
Rhacophorus reinwardtii est une espèce d'amphibiens de la famille des Rhacophoridae.

## Répartition
Cette espèce se rencontre jusqu'à 1 400 m d'altitude :
- en Malaisie au Sabah ;
- en Indonésie au Kalimantan et sur l'île de Java.

Les spécimens de Malaisie péninsulaire, de Thaïlande et surement de Sumatra qui étaient par le passé considérés comme appartenant à cette espèce sont en fait des Rhacophorus norhayatii.

## Publications originales
- Kuhl & Van Hasselt, 1822 : Uittreksels uit breieven van de Heeren Kuhl en van Hasselt, aan de Heeren C. J. Temminck, Th. van Swinderen en W. de Haan. Algemeene Konst-en Letter-Bode, vol. 7, p. 99-104.
- Schlegel, 1840 : Abbildungen neuer oder unvollständig bekannter Amphibien : nach der Natur oder dem Leben entworfen, Atlas. Düsseldorf, Arnz & Comp.